# (5198) Fongyunwah
(5198) Fongyunwah (1975 BP1) – planetoida z pasa głównego asteroid okrążająca Słońce w ciągu 5,49 lat w średniej odległości 3,11 j.a. Odkryta 16 stycznia 1975 roku.